# Scopula humifusaria
Scopula humifusaria là một loài bướm đêm trong họ Geometridae.